# Bágya András

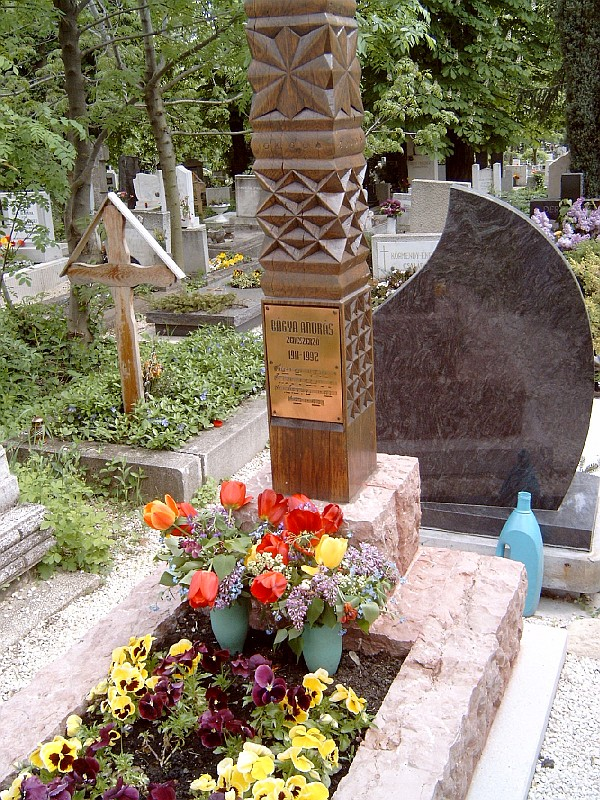
Farkasréti temető: 25-4-61/1

Bágya András (Arad, 1911. december 8. – Budapest, 1992. november 4.) EMeRTon-díjas magyar zeneszerző, érdemes művész, az 1960-as évek magyar könnyűzenéjének egyik meghatározó alakja.

## Élete
Középiskoláit Déván és Vajdahunyadon végezte. 1927 és '32 között Kolozsvárt  végezte a zeneakadémiát Martian Negrea és Alexandru Schelletti tanítványaként. 1932-től, tizenkét éven át a sepsiszentgyörgyi református Székely Mikó Kollégium zenetanára volt. Már ekkor komponált kórusműveket a diákoknak. A második világháborúban frontszolgálatot teljesített és amerikai hadifogságba esett. Innen szabadulva Budapesten telepedett le. Előbb zongorázott Holéczy Ákos együttesében, majd 1947-től a Magyar Rádió könnyűzenei osztályának külső munkatársa, később vezetője lett.
Számos sikeres táncdalt, film- és operettzenét szerzett (pl. Megáll az idő – 1957; Micsoda éjszaka! – 1958 és Csinibaba stb.) Sok dalt hangszerelt a Táncdalfesztiválokra is.
Első felesége Hollós Ilona táncdalénekesnő, második Toldy Mária táncdalénekesnő (később ifj. Malek Miklós és Malek Andrea édesanyja), a harmadik Kemény Katalin közgazdász volt.

## Díjai, elismerései
- Érdemes művész (1978)
- EMeRTon-díj (1990)

## Slágerei
Előadók szerint csoportosítva:
- Aradszky László
  - Forgószél (1965)
  - Kicsi a bors (1968)
- Bencze Márta
  - Hiányzol (1968)
- Cserháti Zsuzsa
  - A boldogság és én (1981)
- Hollós Ilona
  - A csókod mindig jólesik
  - Én megpróbáltam haragudni rád
  - Megáll az idő (1957)
  - Nem állhat közénk (1962)
- Izsmán Nelly
  - Susu bolondság (1967)
- Késmárky Marika
  - Egy fiú a házból (1969, #1 Táncdalfesztivál)
  - Képzelet (1970)
- Kovács Kati
  - Hiányzol (1966)
  - A történtek után (1968)
  - Fekete madár (1971)
  - Ugyanez az utca ez (1974)
  - Én igazán szerettelek (1975)
  - Van ilyen (1982)
  - Nem elég (1986)
- László Margit
  - A legszebb hosszú út (1963)
- Mikes Éva
  - Száz évig élj (1969)
- Nagy Kati
  - Pardon (1966, Táncdalfesztivál)
- Németh József
  - Rozsdás levelek (1968)
  - Angéla
- Németh Lehel
  - Szerelmed lassú víz (1963)
- Psota Irén
  - Barnabőrű hableány (1960)
- Sárosi Katalin
  - Gyáva vagy szeretni (1966)
  - Szervusz, Budapest (1962, később Vámosi János)
- Szirmay Márta
  - Vagy mindent vagy semmit (1964, később Toldy Mária és Mikes Éva)
- Szűcs Judith
  - Fiú az önzésed unom már (1973)
- Toldy Mária
  - Aki szereti a táncot (1964)
  - Más ez a szerelem (1966)
  - Bánat, hozzád többé semmi közöm (1966)
  - Egy marék föld (1967, Táncdalfesztivál)
  - Moszkva téri lányok (1970)
- Zalatnay Sarolta
  - Fáj a fogam (1966)

## Emlékezete
Síremlékét Budapesten a Farkasréti temetőben faragott kopja jelöli.
Második felesége családi alapot hozott létre férje emlékére, amelyből évente egy diák részesült ösztöndíjban.